# Adoretus kororensis
Adoretus kororensis är en skalbaggsart som beskrevs av Cartwright och Gordon 1971. Adoretus kororensis ingår i släktet Adoretus och familjen Rutelidae. Inga underarter finns listade i Catalogue of Life.